# Elina Raeder
Elina Louise Raeder, född 29 maj 1985, är en svensk röstskådespelare. Hon är dotter till skådespelaren och röstskådespelaren Louise Raeder samt syster till röstskådespelarna Anton Olofson Raeder och Edvin Raeder.
Elina Raeder har även medverkat i SVT:s realityserie Gift vid första ögonkastet.

## Filmografi
- 1991 – Rugrats (TV-serie) (röst som Kimi)
- 1993 – Babar (TV-serie) (röst som Isabelle (KM Studio))
- 1996 – Hey Arnold! (TV-serie) (röst som Helga)
- 1996 – Artur (TV-serie) (röst som Lillemor)
- 1997 – Snobben (TV-serie) (röst som Maja)
- 1997 – Rasten (TV-serie) (röst som Ashley Spinelli)
- 1998 – Dr. Dolittle (röst som Maya Dolittle)
- 2001 – Rasten: Uppdrag rädda sommarlovet (röst som Ashley Spinelli)
- 2001 – Spy Kids (röst som Carmen Cortez)
- 2001 – All Grown Up (TV-serie) (röst som Kimi)
- 2001 – Helgen med gänget (TV-serie) (röst som Lor)
- 2001 – Jimmy Neutron: Underbarnet (röst som Cindy Vortex)
- 2002 – Angelina Ballerina (TV-serie) (röst)
- 2002 – Hey Arnold! Filmen (röst som Helga)
- 2002 – Spy Kids 2 - De förlorade drömmarnas ö (röst som Carmen Cortez)
- 2002 – Fillmore! (TV-serie) (röst som Ingrid Third)
- 2003 – Peter Pan (röst)
- 2003 – Fullt hus (röst)
- 2003 – Teen Titans (TV-serie) (röst som Starfire)
- 2003 – Spy Kids 3-D: Game Over (röst som Carmen Cortez)
- 2004 – Superhjältarna (röst som Violet Parr)
- 2004 – Seaside hotell (röst som Rosie)
- 2004 – W.I.T.C.H. (TV-serie) (röst som Will Vandom)
- 2004 – Fosters hem för påhittade vänner (TV-serie) (röst som Frankie)
- 2005 – Avatar: Legenden om Aang (TV-serie) (röst som prinsessan Azula)
- 2005 – Det surrar om Maggie (TV-serie) (röst som Rayna Cartflight)
- 2007 – Phineas & Ferb (TV-serie) (röst som Candace Flynn)
- 2007 – Magi på Waverly Place (TV-serie) (röst)
- 2008 – Camp Rock (röst)
- 2008–2014 – Star Wars: The Clone Wars (TV-serie) (röst till Padmé Amidala)
- 2009 – Sonnys chans (TV-serie) (röst som Sonny)
- 2009 – Projekt Prinsessa (röst)
- 2009–2011[uppdatering behövs] – Pokémon (röst som Dawn)
- 2010 – Äventyrsdags (röst som Marceline och Fionna)
- 2010 – T.U.F.F. Puppy (röst till Kitty Kattfot)
- 2010 – Winx Club (TV-serie) (röst som Roxy)
- 2010 – Victorious (TV-serie) (röst till Tori Vega)
- 2010 – Camp Rock 2: The Final Jam (röst)
- 2011 – Phineas och Ferb filmen: Den 2:a dimensionen (röst som Candace Flynn)
- 2013 – Teen Titans Go! (TV-serie) (röst till Starfire)
- 2016 – Storkarna (röst som Tulip)
- 2017 – Mats Mus (TV-serie) (röst som Joel)
- 2018 – Top Wing (TV-serie) (röst som Valle Bäver, Romeo och Ronny Gässling 2018-2019)
- 2018 – Superhjältarna 2 (röst som Violet Parr)
- 2019 – Abby Hatcher (röst som Knotis)
- 2023 – Monster High: Filmen (originalpremiär: 2022) (röst som Draculaura)